# Moignard (arbitre)
Pour les articles homonymes, voir Moignard.
Moignard est un arbitre français de football. On ne connaît pas son prénom.

## Carrière
Il officie dans une compétition majeure : 
- JO 1900 (1 match)